# Meer van Endine
Het Meer van Endine (Italiaans: Lago di Endine of Lago di Spinone) is een meer in Lombardije (Noord-Italië). Het ligt op 337 meter boven de zeespiegel in het Val Cavallina (Cavallinadal) op een afstand van ongeveer 30 km van de stad Bergamo.
Het meer staat bekend om zijn heldere donkergroene water. Het is ontstaan in de Würm-ijstijd. Langs de westoever loopt de belangrijke verbindingsweg SS42 (Bergamo-Lovere). De oostelijke oever is rustiger, hier ligt Monasterolo del Castello dat het belangrijkste toeristische centrum van het meer is. Op het Meer van Endine wordt gedurende de zomer veel gesurft en gewaterfietst, de zonneweiden trekken veel dagtoeristen uit de nabije Povlakte.

## Gemeenten rondom het meer
- Bianzano
- Casazza
- Endine Gaiano
- Monasterolo del Castello
- Ranzanico
- San Felice al Lago
- Spinone al Lago

Albano · 
Alserio · 
Annone · 
Barrea · 
Bolsena · 
Bracciano · 
Campotosto · 
Comabbio · 
Como · 
Endine · 
Garda · 
Garlate · 
Idro · 
Iseo · 
Ledro · 
Lugano · 
Maggiore · 
Mergozzo · 
Misurina · 
Monate · 
Orta · 
Pusiano · 
Trasimeno · 
Varese · 
Vico · 
Viverone